# نهر داندي
نهر داندي، هو نهر يقع في شمال أنغولا بوسط إفريقيا.

## الوصف
ينبع النهر من جبال كريستالس في إفريقيا، يقع مصبه في المحيط الأطلسي في منطقة بارا دو داندي في مقاطعة بنغو، ويتدفق عبر مدينة كاكسيتو ومقاطعة أوجي. 
يبلغ طول النهر حوالي 285 كيلومترًا، الجزء السفلي من النهر سهل فيضاني يضم العديد من البحيرات الصغيرة بما في ذلك بحيرات سونج وإيبندوا وموريما.
يعد سد مابوباس المقام على نهر داندي بقوة 18 ميجاوات أحد المصادر الأساسية المهمة للطاقة في شمال أنغولا.